# 맷 베티넬리올핀
맷 베티넬리올핀(영어: Matt Bettinelli-Olpin, 1978년 2월 19일 ~ )은 미국의 영화 감독 겸 기타리스트이다. 타일러 질렛과 함께 호러 영화 《레이 오어 낫》, 《스크림 5》 등을 연출했다. 음악가로서는 펑크 록 밴드 링크 에이티(Link 80)의 기타 담당으로 활동하고 있다.

## 연출 작품 목록
| 연도 | 제목                          | 원제         | 역할 | 역할 | 역할 | 비고                              |
| 연도 | 제목                          | 원제         | 감독 | 각본 | 제작 | 비고                              |
| ---- | ----------------------------- | ------------ | ---- | ---- | ---- | --------------------------------- |
| 2005 | V/H/S : 죽음을 부르는 비디오  | V/H/S        | 예   | 예   | 예   | "10/31/98" 파트                   |
| 2014 | 악마의 탄생                   | Devil's Due  | 예   |      |      | 타일러 질렛과 공동                |
| 2015 | 사우스바운드: 죽음의 고속도로 | Southbound   | 예   | 예   | 예   | "The Way Out", "The Way Out" 파트 |
| 2019 | 레디 오어 낫                  | Ready or Not | 예   |      |      | 타일러 질렛과 공동                |
| 2022 | 스크림                        | Scream       | 예   |      |      | 타일러 질렛과 공동                |
| 2023 | 스크림 6                      | Scream VI    | 예   |      |      | 타일러 질렛과 공동                |